# Jurassic Shark
Jurassic Shark ist ein kanadischer Horrorfilm des Regisseurs Brett Kelly aus dem Jahr 2012. In Deutschland wurde der Film als erster Teil der Filme Jurassic Shark 2 (aus dem Jahr 1998) und Jurassic Shark 3 (aus dem Jahr 2002) vermarktet. Die drei Filme haben nichts miteinander zu tun.

## Handlung
Der prähistorische Urhai Megalodon wurde versehentlich bei Ölbohrungsarbeiten auf einer Insel aus seinem Schlaf geweckt. Gleichzeitig befinden sich Teenager und eine Gruppe von Kunstdieben auf der Insel und werden von dem Ungeheuer terrorisiert. Beide Gruppen schließen sich zusammen, um die tödlichen Angriffe abzuwehren. Zwei Teenager-Mädchen bleiben übrig und besiegen den Riesenhai, doch dann erscheint ein weiterer Urhai in der Nähe, der zwei Fischer tötet.

## Fortsetzungen
Im Jahr 2013 erschien der zweite Teil Jurassic Shark 2, der eigentlich bereits 2002 produziert wurde. Der Film ist auch unter dem Titel Megalodon bekannt. Im selben Jahr kam der dritte Teil Jurassic Shark 3 heraus, der aus dem Jahr 1998 stammt. Auch dieser Film ist schon einmal unter dem Namen Great White und Shark – Das Grauen aus der Tiefe erschienen. Beide haben bis auf den deutschen Titel nichts mit dem ersten Teil zu tun.

## Synchronisation
Die deutschsprachige Synchronisation erfolgte durch das Studio City of Voices.

## Rezeption
In der IMDb erreichte der Film am 7. August 2015 1500 Nutzerbewertungen und überschritt somit die Mindeststimmanzahl an Nutzerbewertungen, die notwendig sind, um in die Bottom 100, die 100 schlechtesten Filme aller Zeiten, einzusteigen. Direkt landete er auf Platz 1 und behielt diesen inne, bis er am 4. September 2015 von Kartoffelsalat – Nicht fragen! auf Platz 2 gedrängt wurde.